# Krattbjörnbär
Krattbjörnbär (Rubus langei) är en rosväxtart som beskrevs av G. Jensen, Peter Kristian Nicolaj Friderichsen och Gelert. Krattbjörnbär ingår i släktet rubusar, och familjen rosväxter. Inga underarter finns listade i Catalogue of Life.